# Spelaeonicippe provo
Spelaeonicippe provo is een vlokreeftensoort uit de familie van de Pardaliscidae. De wetenschappelijke naam van de soort is voor het eerst geldig gepubliceerd in 1982 door Stock & Vermeulen.